# Robert Creswell
Robert Creswell (* um 1772 in South Carolina; † 11. September 1850 in Eutaw, Alabama) war ein US-amerikanischer Politiker. Zwischen 1814 und 1816 war er Vizegouverneur des Bundesstaates South Carolina.

## Werdegang
Robert Creswell verbrachte den größten Teil seines Lebens im Laurens District in South Carolina. Dort praktizierte er nach seiner Zulassung als Rechtsanwalt in diesem Beruf. Politisch war er zunächst Mitglied der Föderalistischen Partei. Später muss er zur Demokratisch-Republikanischen Partei gewechselt sein.
1798 wurde er in das Repräsentantenhaus von South Carolina gewählt. Im Jahr 1802 scheiterte seine Kandidatur als Föderalist für das Repräsentantenhaus der Vereinigten Staaten. 1814 wurde er von der South Carolina General Assembly an der Seite von David Rogerson Williams zum Vizegouverneur seines Staates gewählt. Dieses Amt bekleidete er zwischen dem 10. Dezember 1814 und dem 5. Dezember 1816. Dabei war er Stellvertreter des Gouverneurs. Danach bekleidete er das Amt des Comptroller General von South Carolina, in das er im Jahr 1816 gewählt wurde.  Später war er Kandidat für den Posten eines Berufungsrichters und als Präsident der Bank of South Carolina. Creswell lehnte beide Funktionen ab und zog sich auch als Anwalt zurück. Er starb am 11. September 1850 in Eutaw.